# Ann-Katrin Berger
Ann-Katrin Berger est une joueuse de football internationale allemande née le 9 octobre 1990. Elle évolue au poste de gardienne au Gotham du NJ/NY.

## Biographie
Après des débuts en Allemagne et un passage à Potsdam où elle gagne la Bundesliga, Ann-Katrin Berger joue au Paris Saint-Germain comme doublure de Katarzyna Kiedrzynek de 2014 à 2016. Elle fait partie de l'équipe atteignant la finale de la Ligue des champions perdue face à Francfort en 2015.
Elle rejoint ensuite l'Angleterre, d'abord à Birmingham où elle évolue comme titulaire, puis à Chelsea où elle s'impose dans les cages et remporte notamment le championnat anglais à trois reprises. Elle participe comme titulaire cette fois à une nouvelle finale de Ligue des champions en 2021, perdue contre le FC Barcelone. 
En équipe nationale, elle n'est appelée pour la première fois en équipe A que tardivement, en 2018, à 27 ans. Elle honore sa première sélection contre l'Irlande en 2020.

## Palmarès

### En club
Turbine Potsdam
- Vainqueur du Championnat d'Allemagne féminin de football de deuxième division en 2012.

 Chelsea Ladies
- Vainqueur du championnat d'Angleterre en 2020, 2021, 2022, 2023 et 2024.
- Vainqueur de la League Cup en 2020 et 2021.
- Vainqueur du Community Shield en 2020.
- Vainqueur de la FA Cup en 2021, 2022 et 2023.

### En équipe nationale
Équipe d'Allemagne :
- Médaille de bronze aux Jeux olympiques de Paris 2024.

### Distinctions personnelles
- Membre de l'équipe type de WSL en 2020.

## Extra sportif
Elle est en couple avec sa coéquipière en club, l'Anglaise Jess Carter.
Elle est diagnostiquée d'un cancer de la thyroïde en 2017 et fait ensuite son retour sur les terrains l'année suivante. En août 2022, elle annonce une résurgence de son cancer.